# Alphonse Parfondry
Alphonse Parfondry (né en 1896) est un coureur cycliste belge. Il a remporté la médaille d'argent dans la course sur route par équipes aux Jeux olympiques de 1924 à Paris ,.